# Mikałaj Janusz
Mikałaj Janusz (biał. Мікалай Януш, ros. Николай Януш, Nikołaj Janusz; ur. 9 września 1984 w Mikaszewiczach) – białoruski piłkarz, występujący na pozycji napastnika.

## Kariera klubowa
W grudniu 2011 roku podpisał dwuletni kontrakt z Szachciorem Soligorsk.
| Sezon | Klub                | Kraj     | Rozgrywki        | Mecze | Bramki |
| ----- | ------------------- | -------- | ---------------- | ----- | ------ |
| 2002  | Hranit Mikaszewicze | Białoruś | Pierszaja liha   | 23    | 0      |
| 2003  | Hranit Mikaszewicze | Białoruś | Pierszaja liha   | 27    | 1      |
| 2004  | Hranit Mikaszewicze | Białoruś | Pierszaja liha   | 29    | 4      |
| 2005  | Hranit Mikaszewicze | Białoruś | Pierszaja liha   | 29    | 10     |
| 2006  | FK Mikaszewicze     | Białoruś | Pierszaja liha   | 25    | 7      |
| 2007  | Hranit Mikaszewicze | Białoruś | Pierszaja liha   | 25    | 12     |
| 2008  | Hranit Mikaszewicze | Białoruś | Wyszejszaja liha | 19    | 7      |
| 2009  | Hranit Mikaszewicze | Białoruś | Wyszejszaja liha | 26    | 5      |
| 2010  | Dynama Brześć       | Białoruś | Wyszejszaja liha | 28    | 10     |
| 2011  | Dynama Brześć       | Białoruś | Wyszejszaja liha | 7     | 0      |
| 2012  | Szachcior Soligorsk | Białoruś | Wyszejszaja liha | 24    | 8      |
| 2013  | Szachcior Soligorsk | Białoruś | Wyszejszaja liha | 28    | 6      |
| 2014  | Szachcior Soligorsk | Białoruś | Wyszejszaja liha | 28    | 15     |
| 2015  | Szachcior Soligorsk | Białoruś | Wyszejszaja liha | 25    | 15     |
| 2016  | Szachcior Soligorsk | Białoruś | Wyszejszaja liha | 24    | 12     |